# Zonitoschema tenuicollis
Zonitoschema tenuicollis is een keversoort uit de familie van oliekevers (Meloidae). De wetenschappelijke naam van de soort is voor het eerst geldig gepubliceerd in 1811 door Fabricius.